# 青山勝一
青山 勝一（あおやま かついち、1895年 - 1977年）は、日本の内務官僚、政治家。
島田大井川農業水利事業所事務官、静岡県小笠郡菊川町長などを歴任した。

## 来歴

### 生い立ち
1895年、静岡県城東郡（のちの小笠郡）六郷村にて生まれた。上京して東京帝国大学に入学して農学を学び、1920年に卒業した。当時の東京帝国大学は分科大学制から学部制に移行する端境期であり、卒業する一年前の1919年には東京帝国大学の農科大学が農学部に改組されている。

### 中央官界にて
大学卒業後は、内務省に入省する。内務省では地方小作官を経て、のちに農地開発営団主事を務めるなど、主として農政分野に携わった。太平洋戦争終結後は農林省にて農林技官を務め、島田大井川農業水利事業所事務官などを歴任した。これらの経歴から農業振興に長く関わることとなり、「熟練した農政家」と評されるようになった。

### 地方政界にて
出身地である六郷村が、小笠郡内の堀之内町、加茂村、横地村、内田村と合併することになり、1954年に菊川町が発足した。それにともない町長に就任し、町政の舵取りに尽力した。翌年には河城村の編入合併を成し遂げるなど、菊川町の基盤固めに取り組んだ。

## 政策
財政再建の推進
菊川町は発足した時点で既に赤字財政となっており、財政再建団体としてスタートを切ることとなった。そのため、1956年に「財政再建5カ年計画」を策定し、経費の削減や財政の改善に力を注いだ。
福利厚生の向上
町営ごみ焼却場、町営火葬場、町営住宅などを着々と設置し、町民の福利厚生の向上に力を注いだ。

## 顕彰
菊川町役場の庁舎には、青山をはじめとする歴代町長の肖像画が掲げられていた。小笠町との合併により菊川市が発足すると、菊川町役場は菊川市役所として引き続き使用されることになった。しかし、「小笠町の人は気分が良くないでしょうから」との理由で、今まで掲げられていた歴代町長の肖像画は全て取り外された。